# Куритенга
Куритенга (фр. Kouritenga) — одна из 45 провинций Буркина-Фасо. Входит в состав Восточно-Центрального региона страны. Административный центр провинции — город Купела. Площадь провинции составляет 2622 км².

## Население
По данным на 2013 год численность населения провинции составляла 409 462 человека.
Динамика численности населения провинции по годам:
| 1996    | 1997    | 2005    | 2006    | 2013    |
| ------- | ------- | ------- | ------- | ------- |
| 250 117 | 250 699 | 315 517 | 330 342 | 409 462 |

## Административное деление
В административном отношении подразделяется на 9 департаментов:
- Андемтенга
- Баскуре
- Диалгайе
- Гунгин
- Кандо
- Купела
- Пойтенга
- Тансобентенга
- Ярго